# Свадебный торт

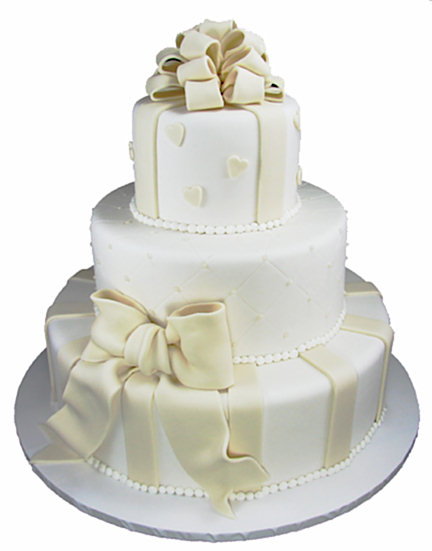
Белый свадебный торт

Свадебный торт — сладкая выпечка, изготавливаемая специально для свадебной церемонии. Часто свадебный торт состоит из нескольких коржей, которые устанавливают друг на друга, затем покрывается сахарной глазурью, помадной массой или марципаном. Украшения на торте могут включать фигурки жениха и невесты, цветы, различные предметы и орнаменты.

## История
Свадебный торт ведёт свою историю с XIX века. Он сочетает три кулинарные традиции: свадебный хлеб, появившийся в первые века христианства, сахарную скульптуру, пришедшую в Европу из арабского мира, и торт как блюдо, возникший в XV веке в Италии. Обычай готовить угощение на свадьбу описан, в частности, у Софокла, однако описываемые им сладости мало похожи на торт в любом понимании: описанные в пьесе «Эрида» хрустящие угощения «итрия» (др.-греч. ἴτρια) готовили из кунжута и мёда, и они подавались не только на свадьбы. Европейские праздничные хлеба были бездрожжевыми и напоминали скорее овсяное печенье или песочные пироги; эти свадебные угощения тоже не отличались от блюд, подаваемых на другие даты. В праздничную выпечку часто клали сливы, изюм и другие сухофрукты, орехи а также специи — корицу, мускатный орех, а в конце XVIII столетия в богатых домах распространились торты, политые глазурью. В середине XIX столетия свадебные торты стали выделяться из общей категории праздничных тортов — сначала размером, затем многоэтажностью.
Фигурки на тортах появились как отдельные статуи из сахара, которые затем стали устанавливать на коржи любых тортов; ассоциация сахарных фигур со свадьбой появилась благодаря свадебным пирам детей королевы Виктории, во время которых в центре стола подали торты, увенчанные ослепительно-белыми статуями из сахара. Белый цвет скульптур, с одной стороны, демонстрировал богатство семьи, которая может позволить себе очищенный сахар, а с другой — удачно подходил к образу «белой» свадьбы и белого платья невесты. Свадебные хлеба исстари ассоциировались именно с невестой, в некоторых традициях их разламывали у невесты над головой.
Первым текстом об истории свадебного торта была книга Brides and Bridals 1872 года авторства Джона Корди Джефресона. В ней Джефресон совершил фактологическую ошибку, назвав европейские свадебные торты прямым продолжением древнеримской традиции разламывать над головой невесты праздничный хлеб; позднее её повторяли во многих книгах по истории кулинарии. В реальности такой прямой преемственности у свадебных изделий из теста нет, современный свадебный торт вобрал в себя традиции различных народов.
Во многих странах торт называют обязательным элементом свадебной церемонии.

## Современность

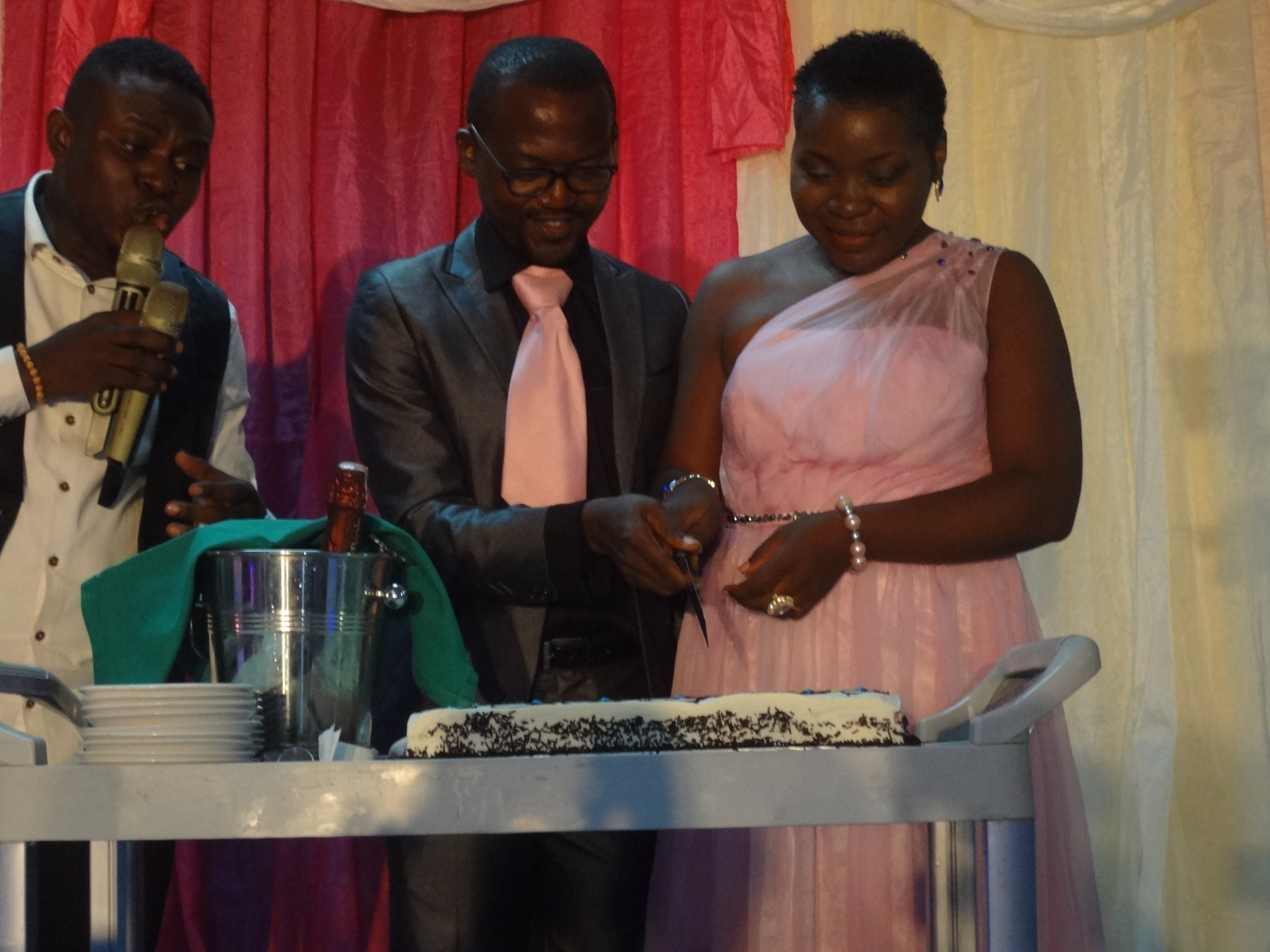
Муж и жена вместе разрезают торт на праздновании годовщины свадьбы

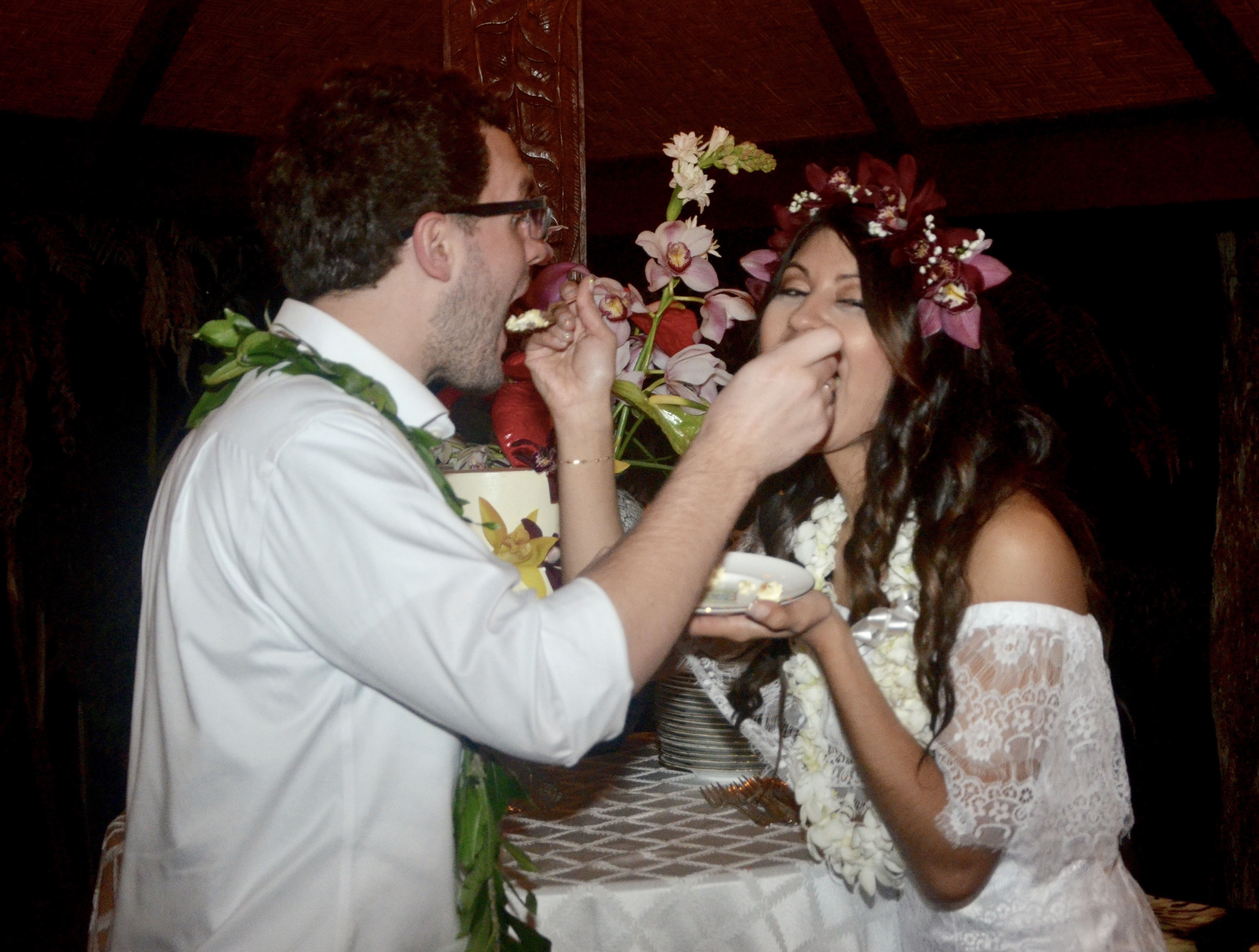
Молодожёны угощают друг друга свадебным тортом

В середине XIX века невесту стали просить разрезать торт, выступив в новой для себя роли хозяйки. В США возник обычай, в соответствии с которым пара кормит друг друга тортом на бракосочетании. Ритуал разрезания торта невестой распространился по многим странам, в том числе он укоренился в Армении; сразу после первого надреза на торте жених открывает шампанское, после чего молодожёны кормят тортом друг друга. В Танзании у народа хая европейский свадебный торт встроился в местный ритуал кормления невесты женихом «язира», причём торт готовят родственники жениха, что требует от них значительных усилий, так как хая не имеют в домах печей (хлеб не является частью повседневной диеты), ингредиенты для торта можно достать только на чёрном рынке. В Великобритании у многослойных тортов сначала режут нижний ярус, а в Нидерландах — верхний; исторически сначала жених отрезал кусочек для невесты, затем она отрезала угощение для своих родителей и родственников, а затем приглашённый персонал угощал всех остальных, однако в XXI веке молодожёны часто режут торт вместе.
Коммерческие свадебные торты начали производить в Великобритании и США в первые годы XX века. Современный свадебный торт жених и невеста обычно выбирают в соответствии с собственным вкусом и эстетическими предпочтениями, что нехарактерно для ранних свадебных хлебов.

## Тесто, украшения, размер торта

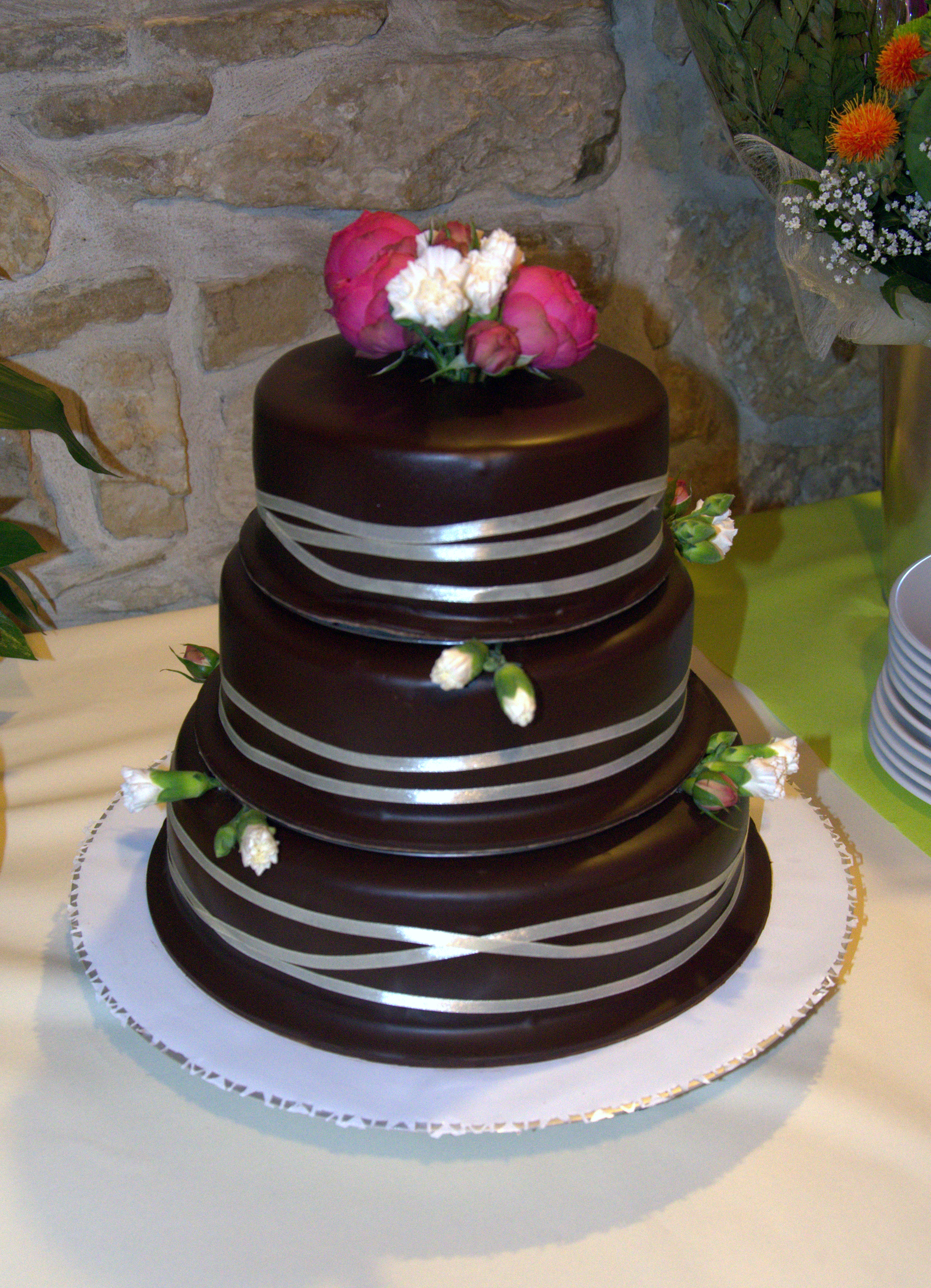
Свадебный торт «Чёрный лес»

Наиболее популярное тесто для британского свадебного торта — плотное тёмное дрожжевое тесто с большим количеством фруктов, остальные пекли преимущественно из бисквитного теста с белковой глазурью; в 1990 году 90 % британских свадебных тортов изготавливали из тёмного теста. Европейские свадебные торты менее стандартизированы, чем британские, например, во Франции и Бельгии подают либо Крокембуш, либо лёгкий бисквит, например, Женуаз. Выпечка на свадьбу у европейских колонистов в США изначально была такой же, как в странах, откуда эти люди (или их родители) эмигрировали, хотя британский фруктовый торт в США не пользовался такой ошеломительной популярностью даже у приезжих с Британских островов. Белый торт без фруктов в тесте стал повсеместно употребим на праздники в США примерно в середине XVIII века. Также английская традиция готовить отдельный торт жениха укоренилась в США, в то время как в Британии она не набрала популярности. У народов группы нгуни в Южной Африке семья жениха готовит торт с голубой глазурью, а семья невесты — с белой. Австралийские торты похожи на британские, однако с 1950-х в Австралии доминирует разновидность тортов с обильными сахарными украшениями. Вместо белковой глазури в Австралии используется помадка. В Южной Индии среди католиков популярны муляжи тортов с одним съедобным краем, который отрезают во время церемонии. В Японии свадебные торты нередко являются исключительно декоративным аксессуаром, их изготавливают из воска или резины для фотосессии.
Армянские свадебные торты часто украшены домами, так как слово «семья» по-армянски содержит тот же корень, что и слово «дом». В Шотландии несъедобные украшения с торта снимают перед разрезанием и раздают пришедшим на свадьбу женщинам; верхний корж у многослойного торта снимают нетронутым и хранят «до крестин» будущего ребёнка.
Высота торта также играет важную роль во многих культурах: армяне нередко считают, что чем больше у торта этажей и чем он выше, тем больше счастья будет у молодожёнов. Большинство тортов имеет три коржа, расположенных друг на друге вертикально в порядке убывания диаметра к верху. В Великобритании в 1980-х годах встречались семи- и восьмиэтажные торты, хотя основная масса всё же оставалась трёхэтажной, на втором месте были двухэтажные торты, а одноэтажных почти не встречалось; в конце же десятилетия многие кондитерские продавали больше одноэтажных тортов, чем двухэтажных. Это время экспериментов с цветом и формой, а также время появления сахарной помадки, потеснившей шотландскую традицию несъедобных украшений-подарков.

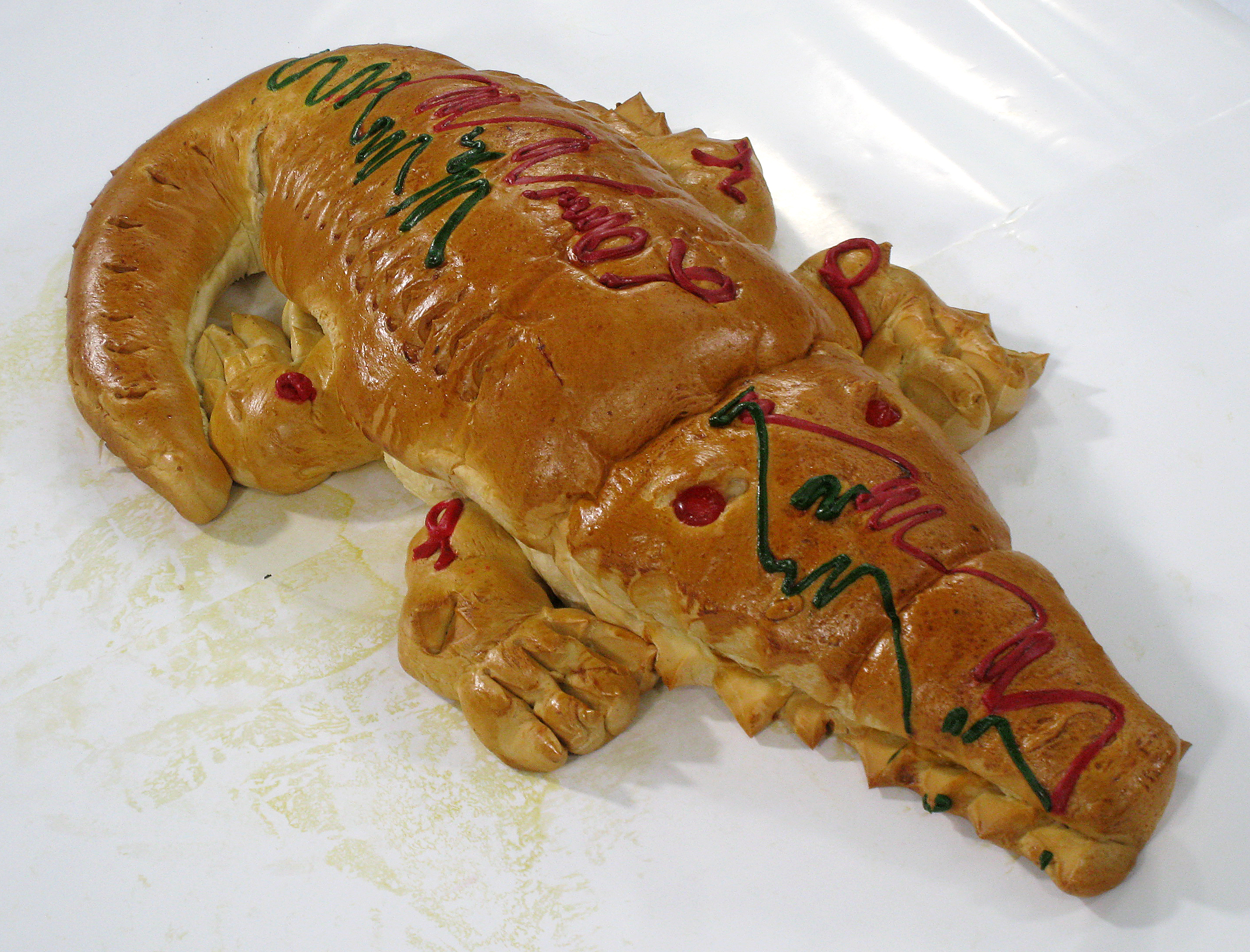
Роти-буайя, индонезийская свадебная выпечка
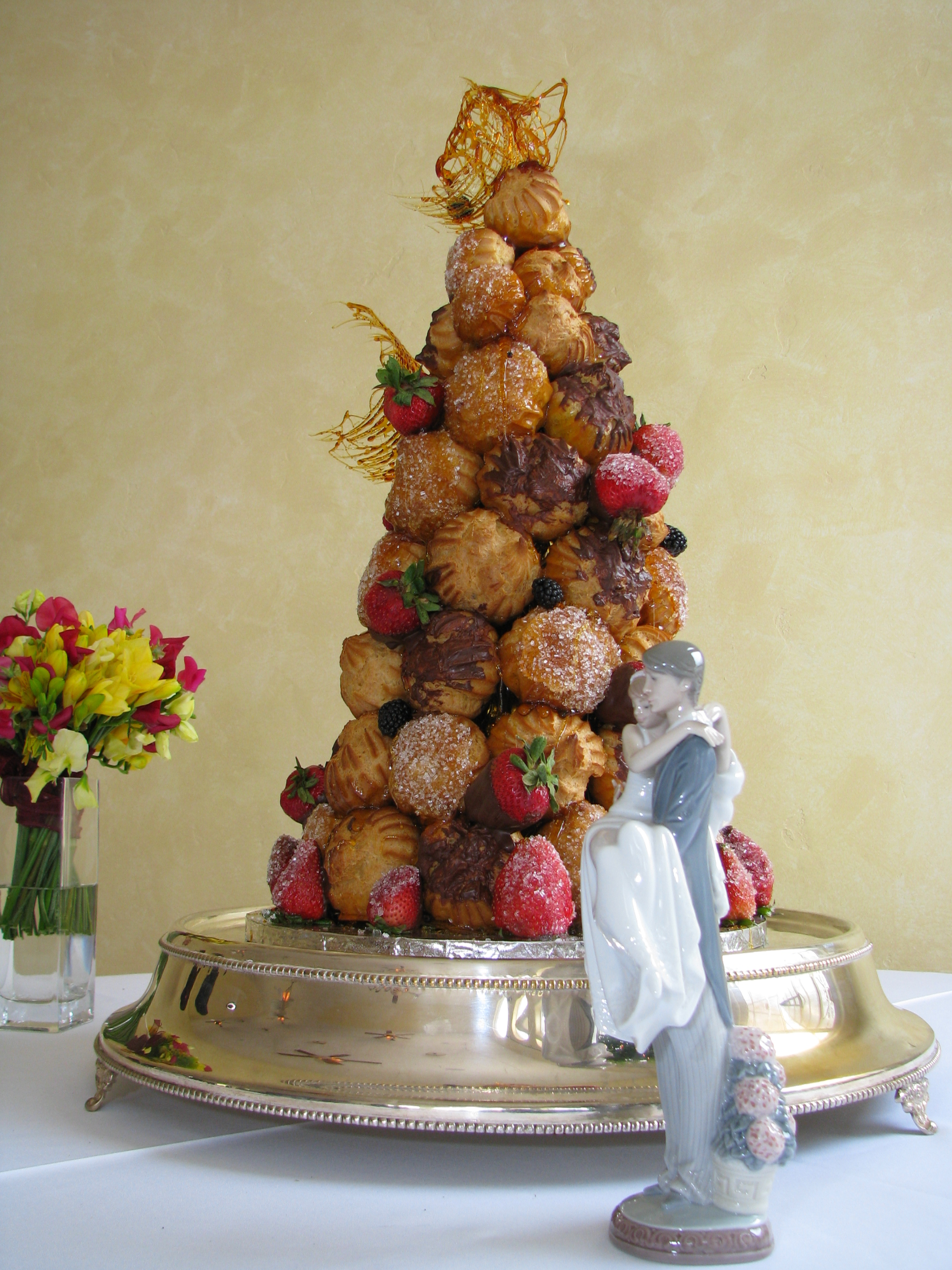
Свадебный крокембуш
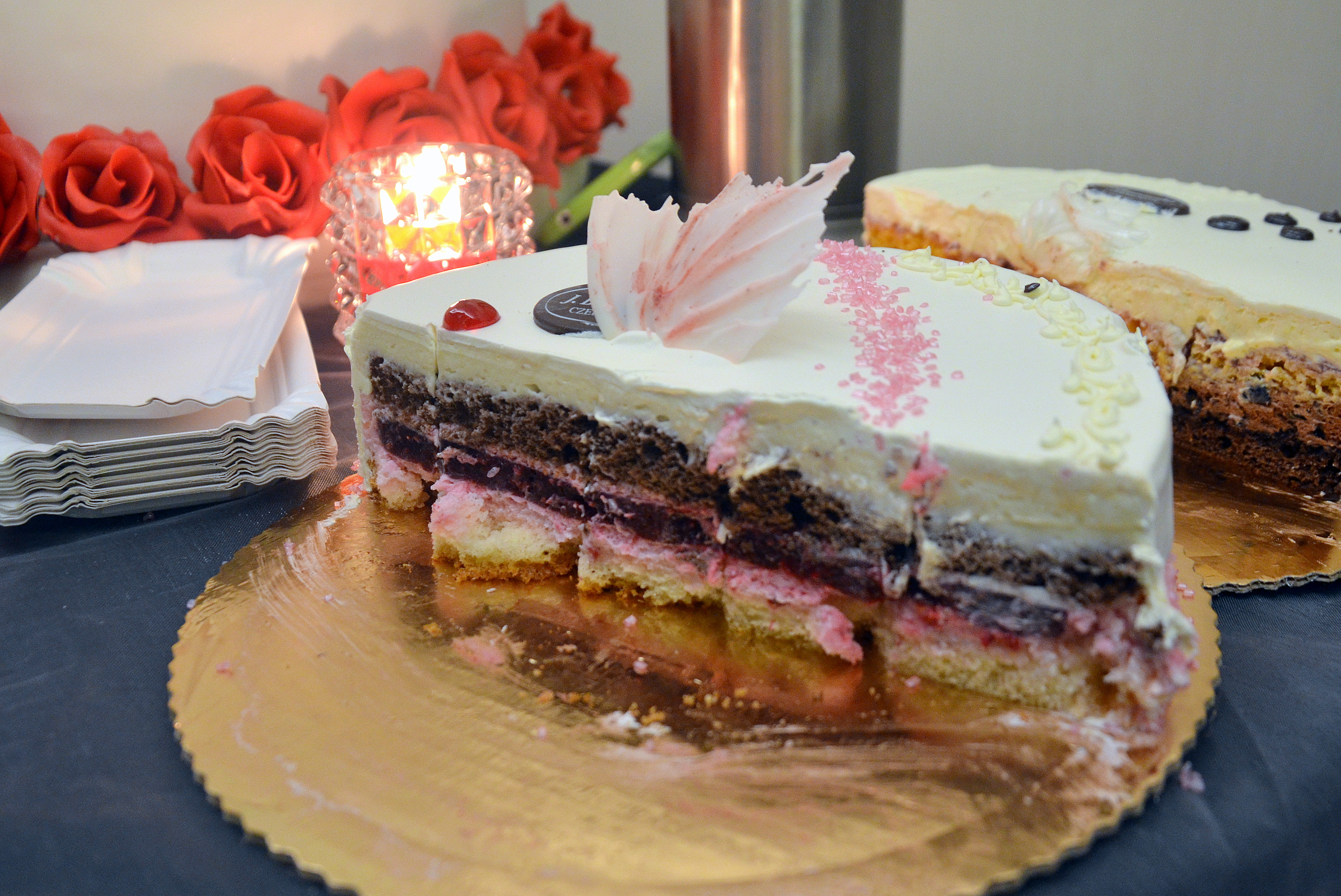
Одноэтажный трёхслойный свадебный торт